# Селін Семаан Вернон
Селін Семаан-Вернон (1982 , Бейрут ) — лівано-канадська модельєрка, письменниця та кліматична активістка. Засновниця Slow Factory Foundation, громадської організації 501c3. Входить до Ради Progressive International, помічниця директора MIT Media Lab (з 2016 року), членкиня ради директорів некомерційної дизайнерської організації «AIGA NY».

## Кар'єра
Селін Семаан розпочала кар'єру як дизайнерка і організаторка громад; вона працювала дизайнеркою з користувачами в HUGE Inc., General Assembly та Condé Nast. Крім того, Селін співпрацює з Creative Commons з розповсюдження відкритих знань і доступу до інформації, запроваджуючи відкрите ліцензування жителям Монреалю, Лівану та Катару. Заснувавши «Slow Factory» в 2012 році, під час проживання в Монреалі, вона швидко переїхала до Нью-Йорка в 2013 році, де продовжила розширювати діяльність з пропаганди екологічних знань, соціального блага та моди.
Роботи Вернон як художниці та дизайнерки були представлені в Музеї сучасного мистецтва  і Купер Гьюїтт у Нью-Йорку, музеї де Янга в Сан-Франциско в США. 
Вернон є визнаною експерткою у сфері екологічної та соціальної справедливості. Вона ввела термін модний активізм, а також багато працювала над підвищенням обізнаності про інші проблеми та причини соціальної та екологічної справедливості. Так, наприклад, вона увела термін «деколонізувати» до популярних модних журналів.
Відома діяльністю у боротьбі за соціальну справедливість, особливо стосовно біженців, культурної апропріації та арабської ідентичності, відстоюванням практик сталості у моді та роботою цифровою дизайнеркою.